# LZ-402
De LZ-402 is een verkeersweg op het Spaanse eiland Lanzarote. De weg loopt vanaf de LZ-30 ten zuiden van Teguise naar de kustplaats Caleta de Famara in het noordwesten van het eiland. 